# Michel Van Aerde
Michel Van Aerde (* 2. Oktober 1933 in Zonnegem; † 11. August 2020) war ein belgischer Radrennfahrer.
1954 wurde Michel Van Aerde Belgischer Militärmeister im Straßenrennen. Zweimal – 1956 und 1957 – gewann er den Stadsprijs Geraardsberge. 1961 errang er den Titel des Belgischen Meisters im Straßenrennen der Profis. 1962 belegte er bei der Flandern-Rundfahrt 1962 Platz zwei hinter Rik Van Looy.
Siebenmal startete Van Aerde bei der Tour de France. 1960 und 1961 gewann er jeweils eine Etappe der Tour de France, in 1961 wurde er zudem 13. der Gesamtwertung, in 1962 und 1963 musste er aufgeben.
Nach dem Ende seiner Profi-Karriere im Jahr 1966 eröffnete Michel Van Aerde ein Möbelgeschaft in Erpe-Mere.